# Et si...?
Et si...? (titre complet : Et si...? Toutes les réponses les plus scientifiques aux questions que vous ne vous êtes jamais posées ; anglais : What If?: Serious Scientific Answers to Absurd Hypothetical Questions, litt. Et si ? : Réponses scientifiques sérieuses à des questions hypothétiques absurdes) est un livre de non-fiction publié par Randall Munroe, dans lequel celui-ci répond à des questions scientifiques hypothétiques que lui ont envoyé les lecteurs de sa bande dessinée en ligne, xkcd. Le livre contient une sélection de questions et réponses initialement publiées sur son blog What If?, ainsi que plusieurs autres inédites. Il est divisé en plusieurs douzaines de chapitres, la plupart consacrés à une seule question. What If? est sorti le 2 septembre 2014 et a reçu un accueil critique ; une suite intitulée What If? 2, est sortie le 13 septembre 2022  ; les deux ouvrages ont été traduits dans de nombreuses langues, en particulier en français, respectivement en 2015 et en 2024.

## Origine du blog
Dans l'introduction du livre, Randall Munroe se rappelle s'être demandé « s'il y avait plus de choses douces ou dures dans le monde », et avoir conclu que « le monde contenait environ trois milliards de choses douces et environ cinq milliards de choses dures ». La conversation résultant de cette question avait tant impressionné la mère de Munroe qu'elle l'avait retranscrite. Bien que Munroe ait déclaré par la suite que cette question n'avait guère de sens, il l'a utilisé comme exemple de ce que « répondre le plus complètement possible à une question stupide peut vous entraîner dans des endroits assez intéressants ».
Depuis 2012, Munroe répond aux questions que lui envoient les lecteurs de xkcd sur son blog, What If?. Le concept s'inspire d'un programme organisé par le Massachusetts Institute of Technology, dans lequel des volontaires proposent des classes à des groupes d'étudiants de lycée sur des sujets de leur choix. Munroe s'était porté volontaire après en avoir entendu parlé et avait décidé d'enseigner un cours sur l'énergie, mais comme ce cours lui paraissait manquer de vie, il commença à prendre des exemples dans Star Wars et dans Le Seigneur des anneaux, suscitant davantage l'intérêt des élèves. Basé sur les questions que ces élèves lui avaient posé, Munroe commença à écrire ce qui allait devenir les premières entrées du blog,.
Comme la mise en ligne du site web avait pris du retard, Munroe a eu beaucoup de temps pour réfléchir à la conception du blog. Il a finalement choisi d'afficher ses articles sous forme de pages individuelles plutôt que d'utiliser une page à défilement infini, car il considère que cette dernière est plus difficile à consulter. Munroe sélectionne généralement des questions sur lesquelles il sait déjà quelque chose d'intéressant, ou bien, après avoir lu une publication scientifique, il reste attentif aux questions pour lesquelles il pourra l'évoquer. Munroe a déclaré que le volume de questions était si élevé qu'il lui était impossible de toutes les lire ; répondre à une question et rédiger un article lui prend environ une journée de travail intensif.

## Production
En mars 2014, Munroe a annoncé qu'il avait signé un accord avec l'éditeur Houghton Mifflin Harcourt pour compiler un grand nombre de ses articles de What If? dans un livre. What If?: Serious Scientific Answers to Absurd Hypothetical Questions a finalement été publié en septembre de la même année, et la traduction en français sous le titre Et si...? Toutes les réponses les plus scientifiques aux questions que vous ne vous êtes jamais posées a été publiée par Flammarion, en octobre 2015.
Le livre contient une sélection de questions et réponses issues du blog original, ainsi que dix-neuf nouvelles questions. De plus, Munroe a sélectionné quelques questions restées sans réponse dans sa boîte de réception et les a regroupées dans des sections distinctes du livre. Le texte alternatif, qui était couramment utilisé pour les illustrations du blog original, a été omis dans de nombreux cas, bien qu'il soit parfois inclus sous forme de légendes sous les images. À la place, Munroe a ajouté des notes de bas de page aux essais du livre pour des informations supplémentaires, ou tout simplement pour amuser le lecteur. La couverture du livre représente un tyrannosaure descendu dans un sarlacc de Star Wars, mais ce sujet n'est pas abordé dans le livre.
What If? est le deuxième livre publié par Munroe, après XKCD: Volume 0, une sélection de bandes dessinées de xkcd parue en 2009. Munroe a publié un troisième livre, intitulé Thing Explainer (Choses expliquées), en 2015, et un quatrième intitulé How To (Et comment...?) en 2019,. Une suite, What If? 2, a été annoncée en janvier 2022 et publiée le 13 septembre de la même année, puis traduite en français (sous le titre Et si...? volume 2) en octobre 2024.

## Contenu

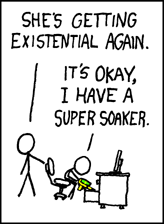
Les réponses sont accompagnées de dessins de Munroe dans son style caractéristique de bonhommes allumette.

Et si...? est principalement composé de réponses que Munroe apporte aux questions hypothétiques de ses lecteurs sur divers sujets scientifiques. Les questions ont tendance à être inhabituelles, posant un scénario improbable et cherchant à en déduire une conclusion logique. La première question à laquelle Munroe a répondu sur le blog était la suivante :

« Que se passerait-il si vous tentiez de frapper une balle de baseball lancée à 90 % de la vitesse de la lumière ? »

En utilisant les mathématiques et la physique, Munroe a conclu qu'une telle situation entraînerait une explosion (par fusion nucléaire), et que, en fin de compte, le résultat officiel serait une décision de frappeur atteint.
Voici d'autres exemples de ces questions :
- « Si chaque personne sur Terre pointait un laser vers la Lune en même temps, est-ce qu'elle changerait de couleur ? »
- « Si un astéroïde était très petit, mais supermassif, pourrait-on vivre dessus comme le Petit Prince ? »
- « Si tous les éclairs qui frappent la Terre en une journée frappaient tous au même endroit et au même moment, qu'arriverait-il à cet endroit ? »

What If? aborde ces sujets avec humour et fait parfois appel à des approximations pour répondre à des questions qui semblent impossibles à résoudre. La plupart des questions nécessitent des hypothèses et des compétences scientifiques interdisciplinaires pour être résolues, aboutissant à des calculs de coin de table. What If? est également parsemé d'illustrations en bonhommes allumette au style « charmant et amateur ».
Le livre comporte aussi périodiquement des sections intitulées « Questions étranges (et inquiétantes) de la boîte de réception de What If? », qui sont de courtes collections de questions auxquelles Munroe n'a pas répondu, car « il ne voulait pas y réfléchir ». Dans une interview, Munroe a déclaré à ce sujet qu'il « n'avait jamais dépassé l'image mentale initiale » de la question suivante : « À quelle température vos dents devraient-elles être refroidies pour qu'un café brûlant les fasse éclater au contact ? ».

## Accueil
Le livre a été bien accueilli par la critique. Ethan Gilsdorf du Boston Globe a déclaré que « c'est amusant de voir Munroe aborder chaque question et examiner chaque complication possible ». Selon Gilsdorf, What If? offre un aperçu de « la vision du monde à la fois ludique et teintée d'existentialisme de Munroe » en contrastant des scénarios cataclysmiques avec des idées plus abstraites, comme l'examen des effets d'un séisme de magnitude moins 7 sur l'échelle de Richter.
Le Huffington Post a remarqué que « ce qui rend le travail de Munroe si remarquable, c'est la combinaison de deux éléments : son engagement à essayer de répondre même aux questions les plus étranges de façon rigoureusement scientifique, et son indéniable sens de l'humour ». Rhett Allain de Wired a fait l'éloge de What If? en expliquant que même son fils de 12 ans avait pu l'apprécier, bien qu'il ait relevé une légère erreur dans l'une des sections.
Sam Hewitt de Varsity (le journal des étudiants de l'université de Cambridge) et Marla Desat de Escapist Magazine ont noté que le premier tirage du livre présentait des problèmes d'affichage des symboles mathématiques, certains caractères étant remplacés par un carré vide à la place d'un delta,.
What If? a été un succès commercial à sa sortie et a atteint la première place de la liste des best-sellers du New York Times le 21 septembre. Il a également été désigné « Meilleur livre du mois » par Amazon, et a été traduit en 35 langues.